# Klasztor (film)
Klasztor (port. O Convento) – portugalsko-francuski dramat psychologiczny z 1995 roku w reżyserii Manoela de Oliveiry. W jednej z głównych ról obsadzono jego ulubioną aktorkę Leonor Silveirę, a także Catherine Deneuve i Johna Malkovicha, którzy również występowali często u tego reżysera.
Film startował w konkursie głównym na 48. MFF w Cannes.

## Fabuła
Film opowiada o wyprawie długoletniego małżeństwa intelektualistów do starego klasztoru na portugalskiej prowincji. Mąż (Malkovich) poszukuje tu dowodów na to, że William Szekspir nie był w istocie anglikiem, ale potomkiem hiszpańskich Żydów. Żona (Deneuve) wdaje się w delikatny flirt z obecnym właścicielem klasztoru – personifikacją szatana. Męża fascynuje natomiast pomagająca porządkować księgozbiór młoda niewinna dziewczyna (Silveira). W tym trójkącie rozgrywane są psychologiczne napięcia filmu. Charakterystyczne dla Oliveiry jest także pewne pomieszanie języków, którymi posługują się bohaterowie obrazu – portugalskiego, angielskiego, hiszpańskiego, a także niemieckiego, gdyż wiele scen ma odniesienia do Fausta Johanna Wolfganga Goethego.